# The Simpsons Game
The Simpsons Game er et computerspil, baseret på det animerede tv-show The Simpsons, lavet til Wii, PlayStation 3, Xbox 360, PlayStation 2, Nintendo DS og PSP. Det er et tredje-persons actionspil med et originalt handlingsforløb, skrevet af Tim Long, Matt Selman og Matt Warburton.